# Dieter Eppler
Heinz Dieter Eppler (* 11. Februar 1927 in Stuttgart; † 12. April 2008 ebenda) war ein deutscher Schauspieler und Regisseur.

## Leben
Eppler sang bereits im Kinderchor an der Stuttgarter Oper und übernahm dort Statistenrollen. Nach dem Abitur finanzierte er sich seinen Schauspielunterricht als Bauarbeiter und Spirituosenverkäufer. 1947 stand er in Heidenheim und Sigmaringen erstmals auf der Bühne. Drei Jahre arbeitete er bei Wanderbühnen, dann erhielt er einen Sieben-Jahres-Vertrag am Staatstheater Stuttgart. Eppler verkörperte dort den Tempelherrn in Nathan der Weise, Hartmann in Des Teufels General und Hippolytos in Racines Phädra.
Weitere Engagements führten ihn an das Badische Staatstheater Karlsruhe, an die Komödie im Marquardt Stuttgart, an das Deutsche Schauspielhaus in Hamburg, wo er den Dr. Walpo in Shaws Der Arzt am Scheideweg darstellte, an das Theater Die Kleine Freiheit in München, an das Kammertheater Karlsruhe, das Theater Baden-Baden und die Kleine Komödie in München, wo er neben Sonja Ziemann in Shaws Kalifornisches Roulette agierte.
Eppler arbeitete als Sprecher für den Süddeutschen Rundfunk und war ab 1956 in Film und Fernsehen zu sehen. Er wirkte in 37 nationalen und internationalen Filmproduktionen mit. Anfangs war er auf Weltkrieg-II-Soldatenrollen festgelegt. Sein bekanntester Film dieser Art war U 47 – Kapitänleutnant Prien. In den 1960er-Jahren wurde er häufig in Edgar-Wallace-Filmen eingesetzt. Weiter sah man ihn in über 150 Fernsehfilmen und Serien, so zum Beispiel als Kommissar Liersdahl in der ARD-Fernsehreihe Tatort. Auch in anderen Krimiserien wie Stahlnetz, Der Alte, Polizeiinspektion 1, Großstadtrevier und Derrick war er öfter zu sehen. Außerhalb von Krimis wirkte Dieter Eppler etwa in den ZDF-Fernsehserien Der Landarzt (als Hugo Cornelsen) und Mit Leib und Seele (als Bürgermeister Rösner) mit.
Neben seiner schauspielerischen Tätigkeit führte Dieter Eppler in über 40 Hörspielen Regie und war daneben auch ein sehr gefragter Sprecher. Er lebte und arbeitete in Stuttgart, war seit 1947 mit Magdalene Schnaitmann verheiratet und Vater von fünf Kindern. Er starb nach Auskunft seiner Familie am 12. April 2008 im Alter von 81 Jahren nach langer und schwerer Krankheit in Stuttgart. Er wurde auf dem Friedhof des Stuttgarter Stadtbezirkes Birkach beigesetzt.

## Filmografie (Auswahl)

### Kino
- 1957: Jonas
- 1958: Die grünen Teufel von Monte Cassino
- 1957: U 47 – Kapitänleutnant Prien
- 1958: Kleine Leute mal ganz groß
- 1959: Die Nackte und der Satan
- 1959: Der Frosch mit der Maske
- 1959: Freddy unter fremden Sternen
- 1960: Unter zehn Flaggen (Sotto dieci bandiere)
- 1960: Die Bande des Schreckens
- 1960: Kein Pardon nach Mitternacht (Den sidste vinter)
- 1960: Der Hauptmann von Köpenick
- 1961: Der Orgelbauer von St. Marien
- 1961: Schritte in der Nacht
- 1962: Die Rache des Vampirs (Il segno del vendicatore)
- 1962: La strage dei vampiri
- 1962: Venus fra Vestø
- 1963: Die weiße Spinne
- 1963: Der Würger von Schloss Blackmoor
- 1963: Piccadilly null Uhr zwölf
- 1964: Das Wirtshaus von Dartmoor
- 1964: Frühstück mit dem Tod
- 1964: Die Todesstrahlen des Dr. Mabuse
- 1964: Das Ungeheuer von London-City
- 1964: Lana – Königin der Amazonen
- 1965: Der unheimliche Mönch
- 1966: Hermann der Cherusker (Il massacro della foresta nera)
- 1966: All’ombra delle aquile
- 1966: I Deal in Danger
- 1966: Die Nibelungen, 1. Teil: Siegfried von Xanten
- 1967: Die Nibelungen, 2. Teil: Kriemhilds Rache
- 1967: Lucky M. füllt alle Särge (Lucky, el intrépido)
- 1967: Mister Dynamit – Morgen küßt Euch der Tod
- 1967: Die Schlangengrube und das Pendel
- 1968: Dynamit in grüner Seide
- 1968: Die Jungfrau von 18 Karat (Uden en trævl)
- 1968: Kampf um Rom (2 Teile)
- 1969: Todesschüsse am Broadway
- 1971: Deep End
- 1972: Providenza! – Mausefalle für zwei schräge Vögel (La vita a volte è molto dura, vero Provvidenza?)
- 1974: Wer stirbt schon gerne unter Palmen?
- 1976: Vera Romeyke ist nicht tragbar
- 1983: Der Sprinter
- 1985: Seitenstechen
- 1994: Drei Tage im April

### Fernsehen
- 1956: Der Hexer
- 1960: Stahlnetz: E ... 605
- 1961: Stahlnetz: Saison
- 1961: Biographie eines Schokoladentages
- 1962: Affäre Blum
- 1962: Alle meine Tiere (Serie)
- 1964: Slim Callaghan greift ein (TV-Serie) – Die Falle
- 1964: Gewagtes Spiel - Jacqueline
- 1965: Gewagtes Spiel - Wer ist Jan Karp?
- 1965: Sie schreiben mit: Pension ‚Zur schönen Aussicht‘
- 1965: Geld, Geld, Geld – 2 Milliarden gegen die Bank von England
- 1966: Hafenpolizei (Serie) – Der Eisbär
- 1967: Die fünfte Kolonne - Ein Anruf aus der Zone
- 1967: Flucht über die Ostsee
- 1967: Landarzt Dr. Brock (Serie) – Die Frau aus dem Orient
- 1968: Sir Roger Casement (Fernseh-Zweiteiler)
- 1970: General Oster – Verräter oder Patriot?
- 1970: Polizeifunk ruft – Der Nutznießer
- 1970: Die U-2-Affäre
- 1970: Tatort – Saarbrücken, an einem Montag
- 1970: Das Chamäleon
- 1970: Der Portland-Ring
- 1971: Theodor Kardinal Innitzer
- 1972: Die Pueblo-Affaire
- 1972: Mit dem Strom
- 1972: Kinderheim Sasener Chaussee (Folge 5)
- 1973: Zu einem Mord gehören zwei
- 1973: Tatort – Weißblaue Turnschuhe
- 1973: Tatort – Kressin und die zwei Damen aus Jade
- 1973: Tatort – Das fehlende Gewicht
- 1974: Hamburg Transit (Serie) – Ein Koffer zuviel
- 1975: Tatort – Schöne Belinda
- 1976: Derrick – Tote Vögel singen nicht
- 1976: Derrick – Schock
- 1976: Eurogang – Der Helfer
- 1977: Halbzeit
- 1977: Tatort – Finderlohn
- 1978: Auf Achse – Die thessalische Nacht
- 1978: Grüß Gott, ich komm von drüben
- 1979: Was wären wir ohne uns
- 1980: Tatort – Kein Kinderspiel
- 1980: Der Alte – Der Zigeuner
- 1981: Goldene Zeiten (Serie)
- 1982: Derrick – Ein unheimliches Erlebnis
- 1983: Ein Fall für zwei (Fernsehserie, Folge 19, Episode: „Strich durch die Rechnung“)
- 1985: Beinah Trinidad
- 1985: Der Alte – Die Tote in der Sauna
- 1985: Mission Terra
- 1985: … Erbin sein – dagegen sehr (Serie)
- 1986: Tatort – Einer sah den Mörder
- 1986: Tatort – Der Tausch
- 1986: Großstadtrevier – Prosit Neujahr
- 1987: Großstadtrevier – Rote Karte für Thomas?
- 1987: Die Krimistunde (Fernsehserie, Folge 28, Episode: „Die Konkurrenz“)
- 1987: Die Schwarzwaldklinik
- 1987: Der Schatz im Niemandsland
- 1988: Derrick – Eine Reihe von schönen Tagen
- 1989: Derrick – Die blaue Rose / Rachefeldzug
- 1989: Mit Leib und Seele (Serie)
- 1989–1999: Der Landarzt (Serie)
- 1990: Abenteuer Airport (Serie)
- 1991: Der Goldene Schnitt
- 1991: Bilder machen Leute
- 1992: Tatort – Bienzle und der Biedermann
- 1992: Zwei Schlitzohren in Antalya (Serie)
- 1993: Derrick – Melodie des Todes
- 1994: Der König von Bärenbach (Serie)
- 1996: Tatort – Bienzle und der Traum vom Glück
- 1997: Bella Block: Geldgier
- 1998: Adelheid und ihre Mörder – Leiche vom Dienst
- 1999: Kanadische Träume – Eine Familie wandert aus
- 1999: Das verbotene Zimmer
- 2000: Stimme des Herzens
- 2000: Jugendsünde
- 2001: Alle meine Töchter (Serie)

## Hörspiele (Auswahl)
- 1958: Fred Hoyle: Die schwarze Wolke (Jensen) – Regie: Marcel Wall (Hörspielbearbeitung, Science-Fiction-Hörspiel – SWF)
- 1975: Eva Maria Mudrich: Wo blieb der 631. Tag (Donald Ross) – Regie: Andreas Weber-Schäfer (Science-Fiction-Hörspiel – SDR)
- 1977: Lars Gustafsson: Wollsachen – Regie: Hermann Naber (Hörspiel – SWF/NDR)
- 1978: Jewgenij Samjatin: Wir – Regie: Hans Gerd Krogmann (1 Stunde 57 Minuten SWF, BR, RIAS)
- 1984: Felix Huby: Leiche in Öl oder der Traum von Costa Rica (Kommissar Bienzle) – Regie: Bernd Lau (Hörspiel SWF)
- 1985: Katharina Faber: Nachbarn – Regie: Heinz Nesselrath (Hörspiel – SWF/NDR)
- 1987: Henry Slesar: Aus der neuen Welt (Captain Morgan) – Regie: Werner Klein (Kriminalhörspiel – SDR)